# Siergiej Trofimow (łyżwiarz)
Siergiej Siergiejewicz Trofimow (ros. Сергей Сергеевич Трофимов, ur. 27 lipca 1995 w Niżnym Nowogrodzie) – rosyjski łyżwiarz szybki, czterokrotny medalista mistrzostw świata.

## Kariera
Pierwszy raz na podium zawodów Pucharu Świata stanął 16 listopada 2018 roku w Obihiro, gdzie razem z Aleksandrem Rumiancewem i Daniłą Siemierikowem zwyciężył w biegu drużynowym. Indywidualnie dokonał tego 24 stycznia 2021 roku w Heerenveen, kończąc rywalizację w biegu na 5000 m na trzeciej pozycji. W zawodach tych wyprzedzili go jedynie dwaj Holendrzy: Patrick Roest i Sven Kramer.
Na dystansowych mistrzostwach świata w Inzell w 2019 roku zdobył brązowy medal w biegu drużynowym. Wynik ten Rosjanie z Trofimowem w składzie powtórzyli na mistrzostwach świata w Salt Lake City rok później i mistrzostwach świata w Heerenveen w 2021 roku. Na ostatniej z tych imprez zajął także trzecie miejsce na dystansie 5000 m, plasując się za Szwedem Nilsem van der Poelem i Patrickiem Roestem. Brał udział w igrzyskach olimpijskich w Pjongczangu w 2018 roku, gdzie zajął 18. miejsce w biegu na 1500 m. Cztery lata później zajął czwarte miejsce na 5000 m na igrzyskach w Pekinie.